# 纳迪亚克
纳迪亚克（法語：Nadillac，法語發音：[nadijak]）是法国洛特省的一个市镇，属于卡奥尔区。

## 地理
纳迪亚克（44°33'45"N, 1°31'6"E）面积7.35 平方千米，位于法国奧克西塔尼大區洛特省，该省份为法国西南部内陆省份，北起顺时针与科雷兹省、康塔爾省、阿韦龙省、塔恩-加龙省、洛特-加龍省和多尔多涅省接壤。
与纳迪亚克接壤的市镇（或旧市镇、城区）包括：克拉、弗朗库莱斯、于塞勒、贝勒丰-拉罗兹、莱佩什迪韦尔斯。

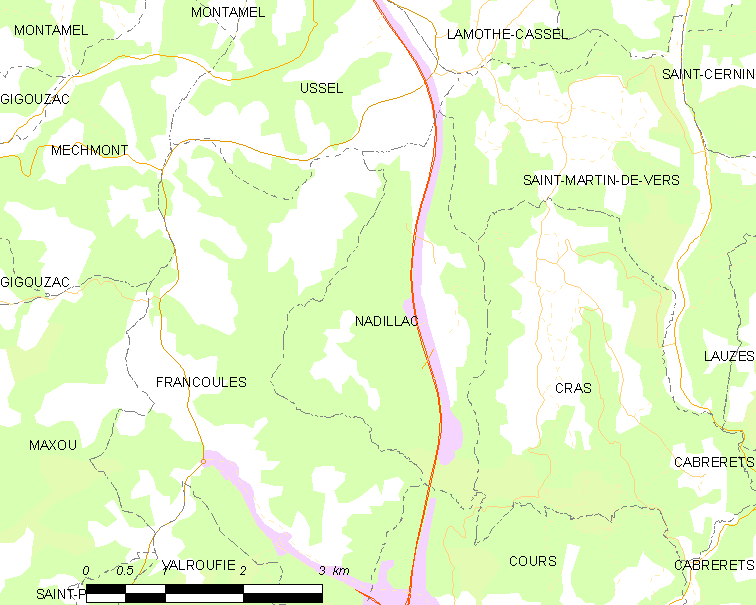
纳迪亚克的OSM定位图

纳迪亚克的时区为UTC+01:00、UTC+02:00（夏令时）。

## 行政
纳迪亚克的邮政编码为46360，INSEE市镇编码为46210。

## 政治
纳迪亚克所属的省级选区为科斯与谷地县。

## 人口

1962-2008年间纳迪亚克人口变化图示

纳迪亚克于2022年1月1日时的人口数量为73人。